# Jin Yulan
Jin Yulan, né en décembre 1948 à Pékin, est un membre du clan Aisin Gioro plus communément connu sous le nom de la dynastie Qing (1644-1912). Il est le plus jeune fils de Jin Youzhi, anciennement appelé prince Puren, ancien chef de la famille impériale. Jin Yulan est le petit-fils de Zaifeng et le neveu de Puyi, dernier empereur de Chine. Son frère ainé, Jin Yuzhang, actuel prétendant au trône de Chine, est vice-président du conseil municipal de l'arrondissement de Chongwen et son second frère Jin Yuquan est vice-président du Collège de l'Énergie et de la Protection de l'Environnement de l'Université polytechnique de Pékin.
Lors de la révolution culturelle, Jin Yulan est envoyé à la campagne dans le Henan au village de Xinxiang. De retour à Pékin en 1992, il devient professeur de littérature au lycée de la rue de la paix (和平街中学校) dans l'arrondissement de Chaoyang. Maintenant à la retraite, il est membre du conseil consultatif de l'arrondissement municipal de Chaoyang,.